# 1968年夏季奥林匹克运动会射击比赛
1968年夏季奥林匹克运动会射击比赛在墨西哥举行。

## 奖牌榜
| Event                                     | 金牌                            | 金牌 | 银牌                              | 银牌 | 铜牌                               | 铜牌 |
| rapid fire pistol （詳細）                | 约瑟夫·扎彭兹基 · 波兰（POL）   | 593  | 马塞尔·罗什卡 · 罗马尼亚（ROU）   | 591  | Renart Suleymanov · 苏联（URS）    | 591  |
| pistol （詳細）                           | Grigory Kosykh · 苏联（URS）    | 562  | 海因茨·默特尔 · 西德（FRG）       | 562  | 哈拉尔德·福尔马尔 · 东德（GDR）    | 560  |
| 300 metre rifle, three positions （詳細） | Gary Anderson · 美国（USA）     | 1157 | Valentin Kornev · 苏联（URS）     | 1151 | Kurt Müller · 瑞士（SUI）          | 1148 |
| 50 metre rifle, three positions （詳細）  | 比尔德·克林纳 · 西德（FRG）     | 1157 | 约翰·赖特 · 美国（USA）           | 1156 | Vitali Parkhimovitch · 苏联（URS） | 1154 |
| rifle prone （詳細）                      | 扬·库尔卡 · 捷克斯洛伐克（TCH） | 598  | 豪迈尔·拉斯洛 · 匈牙利（HUN）     | 598  | Ian Ballinger · 新西兰（NZL）      | 597  |
| Trap （詳細）                             | 鲍勃·布雷思韦特 · 英国（GBR）   | 198  | Thomas Garrigus · 美国（USA）     | 196  | 库尔特·切卡拉 · 东德（GDR）        | 196  |
| Skeet （詳細）                            | Yevgeni Petrov · 苏联（URS）    | 198  | 罗马诺·加拉尼亚尼 · 意大利（ITA） | 198  | 康拉德·维恩希尔 · 西德（FRG）      | 198  |

## 参赛国家
| - 阿根廷（4） - （3） - 奥地利（5） - 巴巴多斯（1） - 比利时（3） - 伯利兹（2） - 玻利维亚（2） - 巴西（2） - 保加利亚（6） - 加拿大（10） - 智利（4） - 中华台北（8） - 哥斯达黎加（5） - 古巴（8） - 捷克斯洛伐克（8） - 丹麦（6） |  | - （3） - 东德（9） - 萨尔瓦多（8） - 埃及（2） - 芬兰（9） - 法国（8） - 英国（10） - 希腊（7） - 危地马拉（9） - 香港（3） - 匈牙利（6） - 印度（2） - 爱尔兰（3） - 以色列（4） - 意大利（7） |  | - 日本（6） - （3） - 黎巴嫩（3） - 卢森堡（1） - 马耳他（1） - 墨西哥（11） - 摩纳哥（2） - 蒙古（3） - 新西兰（2） - 挪威（4） - 秘鲁（5） - 菲律宾（8） - 波兰（11） - 波多黎各（9） - 罗马尼亚（12） - 圣马力诺（2） |  | - 新加坡（1） - 韩国（2） - 南越南（3） - 苏联（12） - 西班牙（12） - 瑞典（9） - 瑞士（10） - 泰国（11） - 特立尼达和多巴哥（2） - 土耳其（3） - 美国（12） - 乌拉圭（3） - 委内瑞拉（5） - 西德（12） - 南斯拉夫（4） |

## 各国奖牌榜
| 排名 | 国家／地区   | 金牌 | 银牌 | 铜牌 | 總數 |
| ---- | ------------ | ---- | ---- | ---- | ---- |
| 1    | 苏联         | 2    | 1    | 2    | 5    |
| 2    | 美国         | 1    | 2    | 0    | 3    |
| 3    | 西德         | 1    | 1    | 1    | 3    |
| 4    | 捷克斯洛伐克 | 1    | 0    | 0    | 1    |
| 4    | 英国         | 1    | 0    | 0    | 1    |
| 4    | 波兰         | 1    | 0    | 0    | 1    |
| 7    | 匈牙利       | 0    | 1    | 0    | 1    |
| 7    | 意大利       | 0    | 1    | 0    | 1    |
| 7    | 罗马尼亚     | 0    | 1    | 0    | 1    |
| 10   | 东德         | 0    | 0    | 2    | 2    |
| 11   | 新西兰       | 0    | 0    | 1    | 1    |
| 11   | 瑞士         | 0    | 0    | 1    | 1    |